# Kirstjen Nielsen

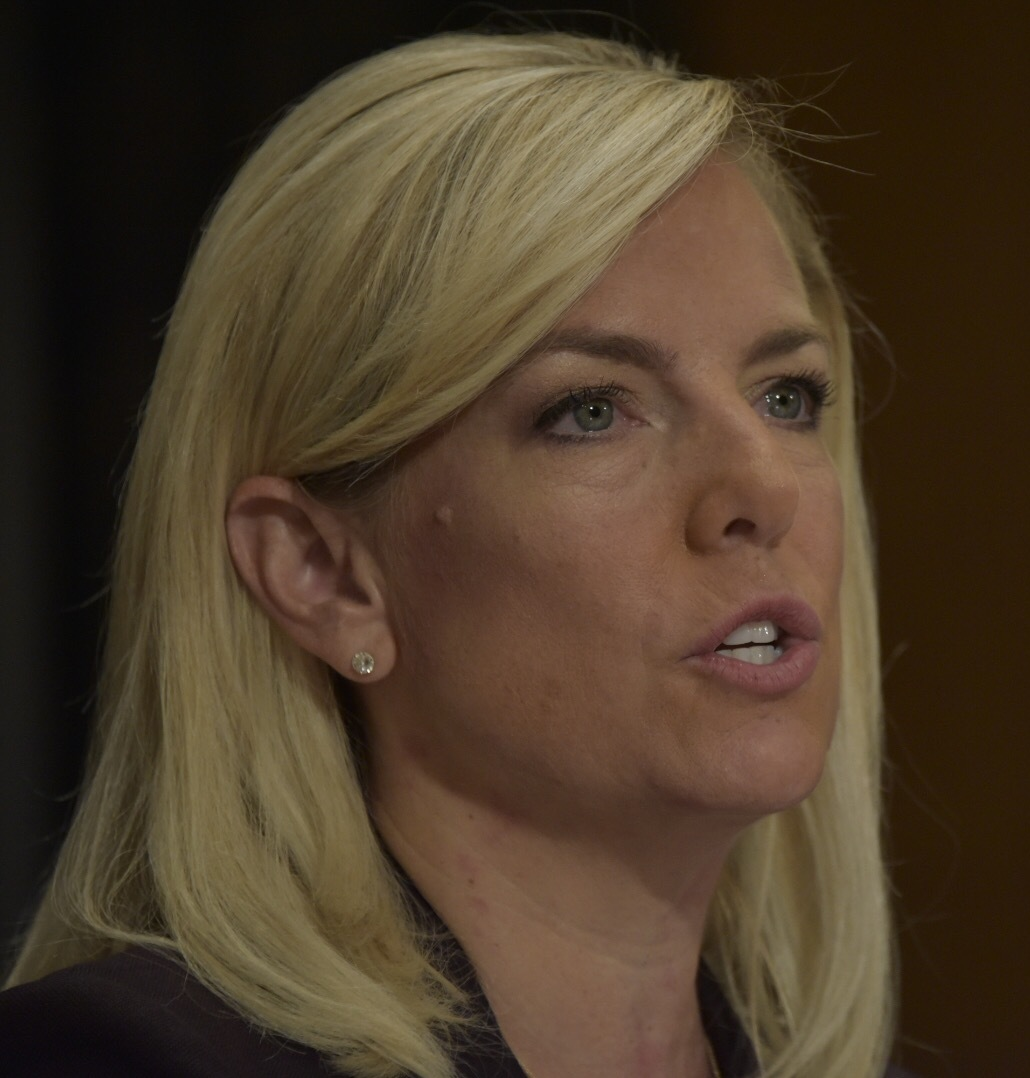
Kirstjen Nielsen in 2017

Kirstjen Michele Nielsen (14 mei 1972) is een Amerikaanse juriste, overheidsfunctionaris en nationale veiligheidsexpert. Zij was minister van Binnenlandse Veiligheid van 6 december 2017 tot 7 april 2019.

## Afkomst en opleiding
Nielsen groeide op in Clearwater (Florida). Ze behaalde een Bachelor of Science graad aan de  Georgetown School of Foreign Service en een Juris Doctor van de University of Virginia School of Law in 1999.

## Vroege loopbaan
Nielsen diende tijdens de regering van George W. Bush als bijzonder adviseur van de president en als senior directielid voor preventie, voorzorg en repressie voor de Raad voor Binnenlandse Veiligheid van het Witte Huis. 
Voordat ze toetrad tot de regering-Trump was zij lid van van de Veerkracht Taskforce van de Cyber- en Binnenlandse Veiligheid-commissies van de George Washington University. Voorts leverde zij een bijdragen aan het jaarlijkse Global Risk Report van het World Economic Forum.
Nielsen is oprichter en voormalig bestuursvoorzitter van Sunesis Consulting. Haar kantoor verkreeg tijdens de regering-Obama talrijke overheidsopdrachten.

## Plaatsvervangend stafchef van het Witte Huis
Voorafgaand diende Nielsen als John Kelly's stafchef van het ministerie van Binnenlandse Veiligheid. Zij vervulde de rol van plaatsvervangend stafchef van het Witte Huis totdat Kelly op 31 juli 2017 het ambt van stafchef van het Witte Huis aanvaardde. Op dat moment werd Elaine Duke fungerend minister van Binnenlandse Veiligheid.

## Minister van Binnenlandse Veiligheid
Op 11 oktober 2017 droeg president Donald Trump Nielsen voor als de nieuwe minister van Binnenlandse Veiligheid in de plaats van de tijdelijke waarnemend minister Elaine Duke. Op 5 december 2017 bevestigde de Senaat haar benoeming met een verhouding van 62–37. Op 6 december 2017 werd zij beëdigd als minister van Binnenlandse Veiligheid.
- Gemeinsame Normdatei: 1183003374
- International Standard Name Identifier: 0000 0004 9990 8384
- Library of Congress Control Number: no2019000622
- SNAC: w66f6jwq
- Virtual International Authority File: 19154739810152990374
- WorldCat: E39PBJwX94V986q3PdmhC8YpT3